# Love Fair
Singles de Yukiko Okada
Kanashii Yokan
(17 juillet 1985) Kuchibiru Network
(29 janvier 1986)
Love Fair (termes anglais, titre écrit  ici officiellement à l'occidentale ; trad. : « Amour juste ») est le 7e single de la chanteuse pop japonaise Yukiko Okada sorti en octobre 1985.

## Développement
Le single sort le 5 octobre 1985 initialement sous format vinyle et cassette audio, trois mois après le précédent single d'Okada Kanashii Yokan. Il atteint la 5e place du classement hebdomadaire des ventes de l'Oricon.
Il comprend deux titres seulement : la chanson-titre Love Fair écrite et composée par Tetsurō Kashibuchi ainsi qu'une chanson inédite en face B Futari no Blue Train écrite par Mariya Takeuchi et composée par Satoru Sugishin.
La chanson-titre sera utilisée comme spot publicitaire pour la marque de chocolat Glico Cecil Chocolate.
La chanson Love Fair ne figurera sur aucun album régulier de la chanteuse et sera cependant incluse avec sa face B sur la compilation Okurimono II en décembre suivant ainsi que sur le coffret Memorial Box en 1999, comportant entre autres un exemplaire de cette compilation. Elle sera incluse elle seule sur le All Songs Request.
Les deux chansons figureront également sur un autre coffret 84-86 Bokura no Best SP Okada Yukiko CD/DVD-Box [Okurimono III] en 2002 et sur The Premium Best Okada Yukiko en 2012.

## Liste des titres
| 1.   | Love Fair                                     | 3:36 |
| 2.   | Futari no Blue Train (二人のブルー・トレイン) | 3:16 |
| 6:52 |                                               |      |